# Moschea del Venerdì (Damghan)
La moschea del Venerdì di Damghan (Masjid-i Jumeh o Masjid-i Imam Hasan, in persiano مسجد جامع دامغان‎) è una moschea-cattedrale costruita in 5 epoche diverse e sita nella città iraniana di Damghan.

## Descrizione
Edificata durante l'impero ghaznavide, la moschea venne completamente ricostruita durante la dinastia Qajar tranne che per il suo minareto selgiuchide, l'unico rimasto della vecchia Damghan, il quale venne eretto nella metà dell'XI secolo. Esso possiede un fregio epigrafico decorato con lettere smaltate in rilievo. Questo tipo di decorazione è il primo esempio del suo genere mai trovato in Iran.
L'edificio ha anche quattro navate e un seminterrato posto 4 m sotto al cortile. Una delle particolarità di questa moschea è l'eco che risuona al suo interno.